# Рукометна репрезентација Републике Српске
Рукометна репрезентација Републике Српске представља Републику Српску у међународним пријатељским утакмицама у рукомету. Налази се под контролом Рукометног савеза Републике Српске.

## Утакмице
| Утакмице рукометне репрезентације Републике Српске | Утакмице рукометне репрезентације Републике Српске | Утакмице рукометне репрезентације Републике Српске | Утакмице рукометне репрезентације Републике Српске | Утакмице рукометне репрезентације Републике Српске |
| Датум                                              | Мјесто                                             | Домаћи тим                                         | Гостујући тим                                      | Резултат                                           |
| -------------------------------------------------- | -------------------------------------------------- | -------------------------------------------------- | -------------------------------------------------- | -------------------------------------------------- |
| 16.6.2014.                                         | Бања Лука                                          | Република Српска                                   | Србија                                             | 34 : 44                                            |

## Тренутни састав
Од 16. јуна 2014. (пријатељска утакмица између селекција Републике Српске и Србије, одиграна у дворани Борик у Бањој Луци).
| Бр. | Име                 | Позиција | Дат. рођ. | Клуб | Утак./Гол. |
| --- | ------------------- | -------- | --------- | ---- | ---------- |
| 1   | Марио Блажевић      |          |           |      |            |
| 3   | Стефан Јанковић     |          |           |      |            |
| 4   | Горан Тркуља        |          |           |      |            |
| 5   | Велибор Мањић       |          |           |      |            |
| 6   | Дејан Унчанин       |          |           |      |            |
| 7   | Милан Торбица       |          |           |      |            |
| 8   | Бранислав Обрадовић |          |           |      |            |
| 9   | Игор Мандић         |          |           |      |            |
| 10  | Марко Ћеранић       |          |           |      |            |
| 11  | Станко Станковић    |          |           |      |            |
| 12  | Данијел Шарић       |          |           |      |            |
| 13  | Спасоје Пекић       |          |           |      |            |
| 14  | Младен Бојиновић    |          |           |      |            |
| 15  | Никола Тешић        |          |           |      |            |
| 16  | Бојан Љубишић       |          |           |      |            |
| 17  | Никола Докић        |          |           |      |            |
| 18  | Горан Даничић       |          |           |      |            |
| 19  | Немања Безбрадица   |          |           |      |            |
| 20  | Душко Херцеговац    |          |           |      |            |
| 23  | Срђан Тривунџа      |          |           |      |            |

Селектор: Зоран Докић 